# Kumano (Hiroshima)
Kumano (熊野町, Kumano-chō) est un bourg du district d'Aki, dans la préfecture d'Hiroshima au Japon.

## Géographie

### Démographie
Au 1er août 2014, la population de Kumano s'élevait à 23 947 habitants répartis sur une superficie de 33,62 km2.